# Metr na šestou
Metr na šestou (m6) je odvozená jednotka SI, která se používá hlavně pro popis výsečového momentu setrvačnosti ({\displaystyle I_{\omega }}). Často se vyjadřuje i v dílčích hodnotách milimetr na šestou (mm6), převod mezi jednotkami je 1 m6 = 1018 mm6.
V systému imperiálních jednotek se používá obdobná jednotka palec na šestou (in6).